# Oakland (Oregon)
Oakland az Amerikai Egyesült Államok északnyugati részén, Oregon állam Douglas megyéjében helyezkedik el. A 2010. évi népszámláláskor 927 lakosa volt. A város területe 1,89 km², melynek 100%-a szárazföld.
A településen keresztülfolyik az Umpqua folyó Calapooya mellékága.

## Történet
1968 májusában Oakland volt az első város, amelyet felvettek az állami történelmi jegyzékbe. A két utcasarok méretű üzleti negyed épületei az 1880-as és 1890-es években épültek; a Stearns Hardware 1887 óta létezik. Legalább nyolcvan olyan épület található a helységben, amelyek 1852 és 1890 között épültek. Az óváros 1979 márciusában bekerült a Történelmi Helyek Nemzeti Jegyzékébe.
A város több filmforgatásnak is helyt adott (például Égi tűz, Didi's Last Wish és Időrés).

## Népesség

### 2010
A 2010-es népszámláláskor a városnak 927 lakója, 380 háztartása és 256 családja volt. A népsűrűség 490,5 fő/km2. A lakóegységek száma 412, sűrűségük 218 db/km2. A lakosok 94,2%-a fehér, 0,1%-a afroamerikai, 1,4%-a indián, 0,3%-a ázsiai,  1,2%-a egyéb, 2,8%-a pedig kettő vagy több etnikumú. A spanyol vagy latino származásúak aránya 3% (1,9% mexikói, 0,1% Puerto Ricó-i,  1% egyéb spanyol vagy latino származású.)
A háztartások 31,8%-ában élt 18 évnél fiatalabb. 46,1% házas, 13,4% egyedülálló nő, 7,9% egyedülálló férfi, 32,6% pedig nem család. 25,3% egyedül élt; 10%-uk 65 éves vagy idősebb. Egy háztartásban átlagosan 2,44 személy élt; a családok átlagmérete 2,89 fő.
A medián életkor 40,8 év volt. A város lakóinak 23,6%-a 18 évesnél fiatalabb, 9% 18 és 24 év közötti, 21,9%-uk 25 és 44 év közötti, 32,1%-uk 45 és 64 év közötti, 14,1%-uk pedig 65 éves vagy idősebb. A lakosok 50,2%-a férfi, 49,8%-a pedig nő.

### 2000
A 2000-es népszámláláskor  a városnak 954 lakója, 377 háztartása és 257 családja volt. A népsűrűség 504,8 fő/km2. A lakóegységek száma 404, sűrűségük 213,8 db/km2. A lakosok 93,82%-a fehér, 0,21%-a afroamerikai, 1,99%-a indián, 0,1%-a ázsiai, 0,21%-a a Csendes-óceáni szigetekről származik, 0,1%-a egyéb-, 3,56%-a pedig kettő vagy több etnikumú. A spanyol vagy latino származásúak aránya 3,35% (1,8% mexikói, 0,2% Puerto Ricó-i,  1,4% pedig egyéb spanyol/latino származású.)
A háztartások 34%-ában élt 18 évnél fiatalabb. 55,7% házas, 9,5% egyedülálló nő; 31,8% pedig nem család. 23,3% egyedül élt; 9%-uk 65 éves vagy idősebb. Egy háztartásban átlagosan 2,53 személy élt; a családok átlagmérete 3,06 fő.
A város lakóinak 26,5%-a 18 évesnél fiatalabb, 8% 18 és 24 év közötti, 24,4%-uk 25 és 44 év közötti, 26%-uk 45 és 64 év közötti, 15,1%-uk pedig 65 éves vagy idősebb. A medián életkor 40 év volt. Minden 100 nőre 97,1 férfi jut; a 18 évnél idősebb nőknél ez az arány 98.
A háztartások medián bevétele 29 479 amerikai dollár, ez az érték családoknál $35 795. A férfiak medián keresete $27 917, míg a nőké $19 554. A város egy főre jutó bevétele (PCI) $14 867. A családok 15%-a, a teljes népesség 10,1%-a élt létminimum alatt; a 18 év alattiaknál ez a szám 22,1%, a 65 évnél idősebbeknél pedig 6,1%.

## Híres személy
- Elgin V. Kuykendall – ügyvéd, bíró, Washington állam szenátora[8]

## Fordítás
Ez a szócikk részben vagy egészben  az   Oakland, Oregon című angol Wikipédia-szócikk ezen változatának fordításán alapul.  Az eredeti cikk szerkesztőit annak laptörténete sorolja fel. Ez a jelzés csupán a megfogalmazás eredetét és a szerzői jogokat jelzi, nem szolgál a cikkben szereplő információk forrásmegjelöléseként.